# Ollie et le Monstrosac
Ollie et le Monstrosac (Ollie's Pack) est une série d'animation canado-américaine en 52 épisodes de 22 minutes créée par Pedro Eboli et Graham Peterson, diffusée d'abord aux États-Unis entre le 7 avril 2020 et le 6 mai 2021 sur Nickelodeon, et au Canada à partir du 5 septembre 2020 sur YTV.
Au Québec, la série est diffusée depuis septembre 2020 sur Télétoon, et en France depuis le 9 novembre 2020 sur Nickelodeon.

## Distribution
- James Hartnet[5] : Ollie
- Ana Sani[5] : Cleo
- David Berni[5] : Bernie

### Voix françaises
- Arnaud Laurent : Ollie
- Diane Dassigny : Cléo
- Oscar Douieb : Bernie
- Tanguy Goasdoué
- Alexandre Jérôme
- Julien Allouf
- Alexis Tomassian : Rance
- Paolo Domingo : Zach
- Anna Lauzeray Gishi
- Arnaud Léonard
- Arthur Raynal
- Christèle Billault : June
- Pierre-François Pistorio : le directeur-adjoint Magna
- Emmanuel Garijo : Le capitaine Wowski
- William Coryn : Turner Fledge
- Christophe Lemoine : André
- Barbara Beretta : Bev
- Adeline Chetail : Ivy
- Clara Soares
- Rémi Caillebot
- Delphine Braillon
- Diane Kristanek
- Fouzia Youssef
- Grégory Laisné
- Isabelle Desplantes
- Jean-Rémi Tichit
- Julien Nicollet
- Maxime Hoareau
- Nessym Guetat
- Sara Chambin
- Valérie Bachère
- Victor Niverd
- Caroline Pascal : Dahlia
- Anne Massoteau
- Guillaume Orsat
- Michel Vigné

 Sauf indication contraire ou complémentaire, les informations mentionnées dans cette section proviennent du générique de fin de l'œuvre audiovisuelle présentée ici.
 Source et légende : version française (VF) sur RS Doublage

### Voix québécoises
- Louis-Philippe Berthiaume : Ollie Allen
- Maude Bouchard : Cléo Badette
- Hugolin Chevrette : Bernie Alves
- François Sasseville : Captain Wowski
- François Trudel : VP Magna
- Marika Lhoumeau : June
- Catherine Bonneau : Pyper
- Lucien Bergeron : André
- Éveline Gélinas : Bev

Version québécoise
- Société de doublage : Difuze
- Adaptation : Alexis Joubert
- Direction : Benoît Ethier et Hélène Mondoux

## Production

### Développement
Le 2 mars 2020, Nickelodeon annonce que la série sera diffusée en première en avril 2020. Produit par Nelvana, vingt-six épisodes sont commandés par la chaîne.
Le 30 mars 2020, il est annoncé que la série sera diffusée à partir du 6 avril 2020.

### Fiche technique
Sauf indication contraire, les informations mentionnées dans cette section peuvent être confirmées par les bases de données cinématographiques IMDb et Allociné,  présentes dans la section « Liens externes ».
- Titre original : Ollie's Pack
- Création : Pedro Eboli, Graham Peterson
- Réalisation : Adrian Thatcher
- Scénario : Aaron Eves, Jeff Sager, Kyle Dooley, Joel Buxton, Jocelyn Geddie, Mike Girard, Mark Satterthwaite, Etan Muskat, Mark Purdy, Adam Pateman, James Hartnett, Jocelyn Geddie, Christine Mitchell, Emer Connon
- Musique : 
  - Compositeur(s) : Remy Perrin
  - Compositeur(s) de musique thématique : Andy Delisi, John Mavro
- Production :
  - Producteur(s) : Kristen Hudecki
  - Producteur(s) exécutive(s) : Scott Dyer, Pam Westman, Graham Peterson, Pedro Eboli
- Société(s) de production : Nelvana
- Société(s) de distribution : Corus Entertainment
- Pays d'origine :  Canada
- Langue originale : Anglais
- Format :
  - Format image : HDTV (1080p)
  - Format audio : 5.1 surround sound
- Durée : 22 minutes
- Genre : Comédie

## Épisodes
| №  | #   | Titre français                                       | Titre original                                  | Dates de première diffusion États-Unis |
| -- | --- | ---------------------------------------------------- | ----------------------------------------------- | -------------------------------------- |
| 1  | 1a  | Le nouvel élève                                      | New Kid on Campus                               | 7 avril 2020                           |
| 1  | 1b  | L'autre élue                                         | The Chosen One(s)                               | 7 avril 2020                           |
| 2  | 2a  | Major Chouchou                                       | Major Snooch                                    | 13 avril 2020                          |
| 2  | 2b  | Les Musimonstres                                     | We're With the Band                             | 13 avril 2020                          |
| 3  | 3a  | L'élu empeste                                        | The Chosen One… Stinks                          | 6 avril 2020                           |
| 3  | 3b  | Le club de cinéma                                    | Not Another Superhero Movie                     | 6 avril 2020                           |
| 4  | 4a  | Petit coup de vieux                                  | Getting Oldie With It                           | 13 mai 2020                            |
| 4  | 4b  | Un rhume de monstre                                  | Sick Day                                        | 14 décembre 2020                       |
| 5  | 5a  | Cléo Présidente                                      | Cleo for President                              | 15 avril 2020                          |
| 5  | 5b  | Horblasch                                            | The Janitor                                     | 15 avril 2020                          |
| 6  | 6a  | Un Acteur de Cinéma                                  | Lord of the Caf                                 | 8 avril 2020                           |
| 6  | 6b  | Les Locataires                                       | Doom for Rent                                   | 8 avril 2020                           |
| 7  | 7a  | Beauté dangereuse                                    | Charmed and Dangerous                           | 16 avril 2020                          |
| 7  | 7b  | Rébellion robotique                                  | Science Unfair                                  | 16 avril 2020                          |
| 8  | 8a  | Les Ollie dogs                                       | Ollie Dogs                                      | 14 mai 2020                            |
| 8  | 8b  | Le stage de survie en forêt                          | Camp Magna                                      | 14 mai 2020                            |
| 9  | 9a  | Maxi Bidon                                           | King Swelly Belly                               | 16 avril 2020                          |
| 9  | 9b  | Ollie mène l'enquête                                 | Yard Sale Fail                                  | 16 avril 2020                          |
| 10 | 10a | Pas papa mais presque                                | Sorry to Father You                             | 9 avril 2020                           |
| 10 | 10b | La folle course vers Plouf Mountain                  | Race to Sploosh Mountain                        | 9 avril 2020                           |
| 11 | 11a | Wowski prend le frais                                | Cool Hand Wowski                                | 12 mai 2020                            |
| 11 | 11b | Bernie le Colosse                                    | Big Bern                                        | 12 mai 2020                            |
| 12 | 12a | Ollie et les Oies                                    | Lil' Baby Ollie                                 | 13 mai 2020                            |
| 12 | 12b | La Nuit des Cauchemars                               | Nightmare Frightscare!                          | 17 octobre 2020                        |
| 13 | 13a | Ollie fait la loi                                    | Hollie Monitor                                  | 11 mai 2020                            |
| 13 | 13b | Merci, petite sœur                                   | Sister Save Me                                  | 11 mai 2020                            |
| 14 | 14a | Randy le rusé                                        | Chancy Rancy                                    | 1er juillet 2020                       |
| 14 | 14b | Le procès d'Ollie Allen                              | The Monsters V. Ollie Allen                     | 1er juillet 2020                       |
| 15 | 15a | L'histoire de Portshill                              | History of Portshill                            | 2 juillet 2020                         |
| 15 | 15b | Trois, c'est trop                                    | Trio's a Crowd                                  | 2 juillet 2020                         |
| 16 | 16a | Le test                                              | The Chosening                                   | 29 juin 2020                           |
| 16 | 16b | Pour la science                                      | Crush it Ollie                                  | 29 juin 2020                           |
| 17 | 17a | Deux Ollie pour le prix d'un                         | Ollie Doubles Down                              | 30 juin 2020                           |
| 17 | 17b | Opération:"Change tes note                           | The Great Grade Grab                            | 30 juin 2020                           |
| 18 | 18a | Le monstrueux fan club d'Ollie                       | Ollie's Monster Club                            | 21 septembre 2020                      |
| 18 | 18b | L'ombre d'Ollie                                      | Ollie's Shadow                                  | 21 septembre 2020                      |
| 19 | 19a | Tranche de Vie                                       | Slice of Life                                   | 22 septembre 2020                      |
| 19 | 19b | Bonne Nuit Les petits Monstres                       | Goodnight, Sleep Fright                         | 22 septembre 2020                      |
| 20 | 20a | Corvée de ménage                                     | Ollie in the House                              | 23 septembre 2020                      |
| 20 | 20b | Les dossiers Ollie                                   | The Ollie Files                                 | 23 septembre 2020                      |
| 21 | 21a | Estomac d'Acier                                      | Sour Power                                      | 24 septembre 2020                      |
| 21 | 21b | Une Fête Monstrueuse Un Documentaire de Cléo Badette | Birthday Shmirthday: A Cleo Badette Documentary | 24 septembre 2020                      |
| 22 | 22a | Séparation Difficile                                 | Separation Anxiety                              | 14 décembre 2020                       |
| 22 | 22b | Prise de Contrôle                                    | The Take Over                                   | 14 décembre 2020                       |
| 23 | 23a | Le Monstre de Refuge                                 | Release The Hound                               | 15 décembre 2020                       |
| 23 | 23b | La géométrie de la Solitude                          | Cube Is The Loneliest Number                    | 15 décembre 2020                       |
| 24 | 24a | De L'inspiration pour Bernie                         | Unblocking Bernie                               | 16 décembre 2020                       |
| 24 | 24b | Une photo Vampirique                                 | Photo Finished                                  | 16 décembre 2020                       |
| 25 | 25a | Un jour sans Fin                                     | Time Warped                                     | 17 décembre 2020                       |
| 25 | 25b | Inspecteur Ollie Allen                               | Inspector Ollie Allen                           | 17 décembre 2020                       |
| 26 | 26  | Le Paradoxe du Sac                                   | Back to the Pack Part 1 & Part 2                | 18 décembre 2020                       |

## Audiences
| Saison | Début de diffusion | Début de diffusion | Début de diffusion | Fin de saison     | Fin de saison   | Fin de saison | Moyenne des téléspectateurs |
| Saison | Date de diffusion  | Téléspectateurs    | Ref.               | Date de diffusion | Téléspectateurs | Ref.          | Moyenne des téléspectateurs |
| ------ | ------------------ | ------------------ | ------------------ | ----------------- | --------------- | ------------- | --------------------------- |
| 1      | 7 avril 2020       | 550 000            | [ 8 ]              | NC                | NC              | NC            | 520 000                     |